# Ivan Firer
Ivan Firer (Celje, 19 novembre 1984) è un ex calciatore sloveno, di ruolo attaccante.

## Carriera

### Club
Ha giocato nella massima serie islandese e slovena.

### Nazionale
Il 7 giugno 2014 ha esordito con la nazionale slovena nell'amichevole Argentina-Slovenia (2-0).